# Diplomacia de defensa

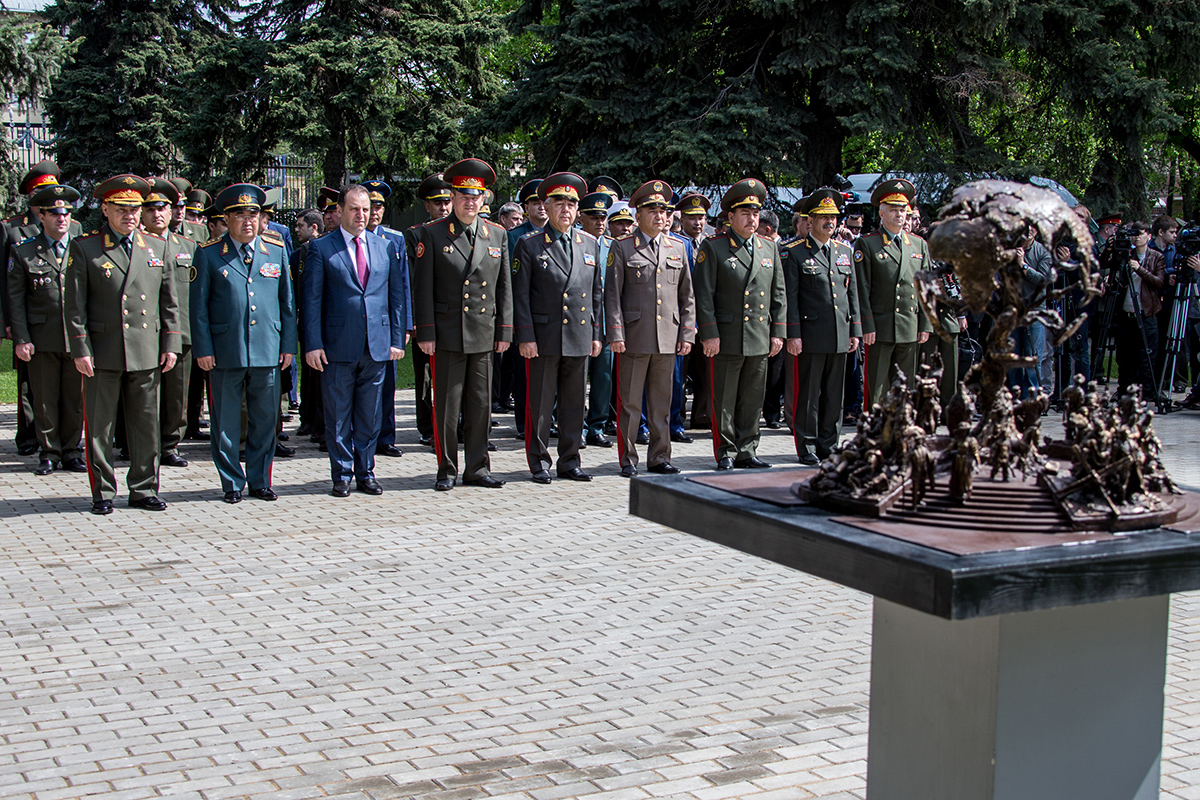
Una reunión para tratar de temas de defensa regionales del Consejo de Ministros de Defensa de los países miembros de la CEI.

Diplomacia de defensa es un término en la política internacional es un refuerzo a la diplomacia tradicional para mejorar la política exterior y mejorar la prevención de conflictos o superar crisis mediante el empleo pacífico de recursos y capacidades de las fuerzas armadas de un país.

## Origen del concepto
La diplomacia de defensa engloba una serie de actividades que en el pasado se han descrito como ayuda militar o cooperación militar. Los imperios europeos coloniales desarrollaron fuertes nexos militares durante el colonialismo. El Reino Unido en 1922 creó el Colegio Imperial de la Defensa (el actual Colegio Real de los Estudios de Defensa) para crear una doctrina militar común en el Imperio británico. En Francia, la Escuela Superior de Guerra (École Supérieur de guerre) -ahora parte de la Escuela Militar (École Militaire)- tuvo fines similares. Con el fin del colonialismo muchas naciones mantuvieron relaciones militares importantes, especialmente Reino Unido y Francia. Después de la Segunda Guerra Mundial, y tras el conflicto entre el bloque Occidental y el bloque del Este, surgieron nuevas alianzas militares como la OTAN y el Pacto de Varsovia, que aumentaron las reuniones y las alianzas militares de manera global. Durante las dos últimas décadas de la Guerra Fría, la colaboración militar entre el bloque Occidental con la nueva Rusia post-comunista fue en aumento. Tanto de manera multilateral con la alianza militar OTAN o con acuerdos y reuniones independientes.
La disolución de la Unión Soviética y otros eventos posteriores de implicaciones internacionales como la Guerra de los Balcanes o una década después, los atentados del 11 de septiembre de 2001, justificó en las potencias del antiguo bloque occidental, la búsqueda de nuevas ideas para un nuevo escenario global. Este principio «debería de ayudar a Occidente a llegar a acuerdos en un nuevo entorno de seguridad internacional».
La definición de diplomacia de la defensa (en inglés: defence diplomacy) aparece por primera vez en la Revisión Estratégica de la Defensa (SDR) publicada en 1998 en el Reino Unido. Define la diplomacia de defensa como el uso de los recursos a través de todos los medios de la defensa, para conseguir resultados positivos en el desarrollo de relaciones bilaterales y multilaterales.. (también) utilizar los instrumentos de defensa para apoyar los objetivos diplomáticos y otros intereses de la defensa. Aquí se incluye no solo las actividades relacionadas directamente con la defensa y seguridad en Europa, se extiende con un alcance global y especialmente en apoyo de la Commonwealth.
Si bien el término se originó inicialmente en el Reino Unido y posteriormente en otros países occidentales, la conducta de la diplomacia de defensa no se limita en modo alguno a estos y ha sido recogida por otras naciones. En  España, la primera referencia formal  al concepto apareció en la Revisión Estratégica de la Defensa en el año 2003 y se detalló en la Directiva de Defensa Nacional 1/2008 y ratificó en la Directiva de Política de Defensa 1/2009. Ahí se define la diplomacia de defensa como:

Conjunto de actividades internacionales basadas principalmente en el diálogo y la cooperación que realiza el Ministerio de  Defensa  a  nivel  bilateral  con  nuestros aliados, socios y países amigos para impulsar el cumplimiento de los objetivos de la política de defensa en apoyo de la acción exterior del estado.
Ministerio de Defensa de España (2011)

## Desarrollo de Diplomacia de Defensa

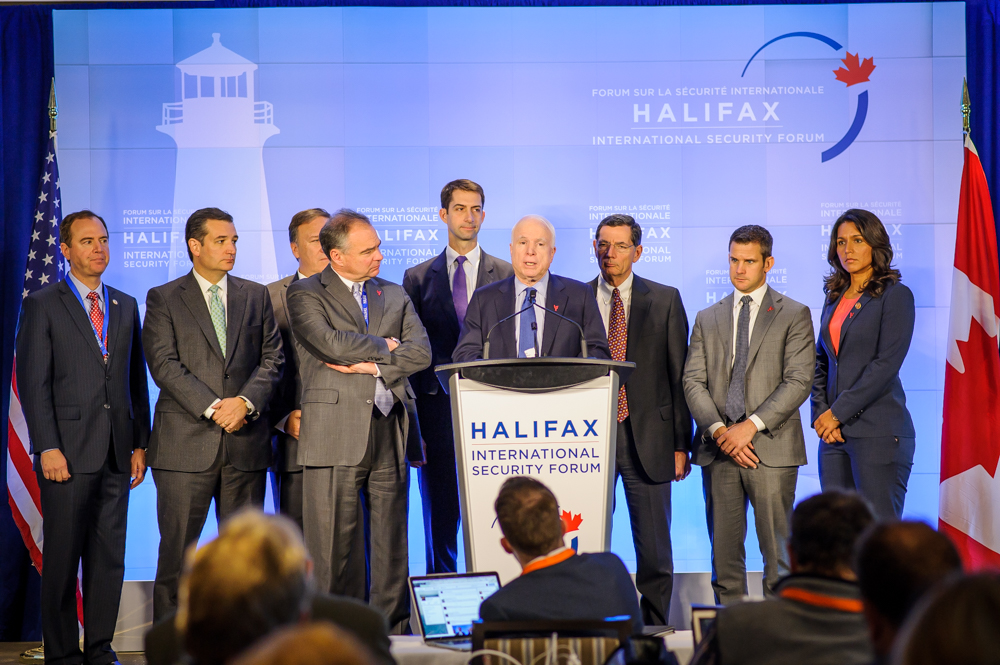
El senador John McCain en una conferencia de prensa durante el Foro de Seguridad Internacional Halifax en 2014.

Si bien aún no existe una definición ampliamente aceptada de diplomacia de defensa, puede entenderse como la utilización de manera pacífica de las capacidades de todo tipo de las fuerzas armadas, para lograr resultados positivos en el desarrollo de las relaciones bilaterales y multilaterales de un país. La diplomacia militar es un subconjunto de esta, para referirse únicamente al papel de los agregados militares y su actividad asociada. La diplomacia de defensa no incluye solo operaciones militares, abarca otras actividades tales como intercambios internacionales de militares o personal relacionado, visitas a buques y aeronaves, compromisos o acuerdos de alto nivel (por ejemplo, entre ministros), reuniones bilaterales y foros de diálogo, ejercicios internacionales, foros regionales específicos de defensa (por ejemplo, el Foro de Seguridad Internacional Halifax), divulgación de las actividades, medidas para apoyar la confianza y seguridad militar entre naciones y actividades conjuntas para disuadir de actividades bélicas o situaciones de guerra.
El Reino Unido identificó la diplomacia de defensa como una de las ocho misiones militares de defensa, y tiene como objetivo «disipar la hostilidad, construir y mantener la confianza y ayudar en el desarrollo de fuerzas armadas democráticamente responsables» para hacer una «contribución significativa a la prevención y resolución de conflictos». La diplomacia de defensa a menudo se desarrolla e implementa en estrecha coordinación con los ministerios de asuntos exteriores y de desarrollo para garantizar la coherencia y el enfoque en todo el gobierno.
El mayor general Ng Chee Khern, jefe de la Fuerza Aérea de la República de Singapur, lo resumió así: «En la diplomacia de defensa, buscamos desarrollar relaciones mutuamente beneficiosas con países amigos y fuerzas armadas para contribuir a un entorno internacional y regional estable».
La diplomacia de defensa a menudo se asocia con la prevención de conflictos y la reforma del sector de la seguridad. Es distinto al concepto tradicional llamado diplomacia de cañonero que busca conseguir un objetivo de política exterior mediante el uso o demostración de la fuerza para intimidar.

## Problemas y críticas
El uso de la diplomacia de defensa como herramienta para conseguir objetivos estratégicos suscita dilemas y problemas que no ha conseguido solucionar o mejorar.
- Transparencia: el ofrecer una mayor difusión y colaboración entre naciones, siempre implica una situación de vulnerabilidad o debilidad si no es mutua y existe confianza. Esto sucede con las declaraciones de espionaje chino en Estados Unidos, donde se les acusa de obtener información clasificada a través de diferentes medios.

- Derechos humanos y democracia: mantener colaboración y relaciones internacionales con estados autoritarios lleva implícitamente apoyo militar y político. Por ejemplo, a principios de los años 90, el gobierno de Australia empleó importantes esfuerzos para mejorar su relación con Indonesia, lo cual mejoró levemente el estado de los derechos humanos en el país. Sin embargo, eso no evitó el conflicto étnico durante la crisis de Timor Oriental de 1999.
- Los importantes recelos entre las políticas de occidente, Rusia y China: mientras que durante las últimas décadas se ha mejorado las relaciones diplomáticas y militares entre occidente, Rusia y China, siguen existiendo importantes diferencias políticas que la diplomacia de defensa no puede ayudar a superar. Por ejemplo, con esto sucede con el estatus político de la República de China o con el reconocimiento internacional de la independencia de Kosovo. También los problemas más regionales, entre India y Pakistán con el conflicto de Cachemira, o de varios países asiáticos en el conflicto territorial en el mar de la China meridional.